# AS Douanes Dakar
AS Douanes is een Senegalese voetbalclub uit de hoofdstad Dakar.

## Erelijst
Landskampioen
1993, 1997, 2006, 2007
Beker van Senegal
Winnaar: 1986, 1997, 2002, 2003, 2004, 2005
Finalist: 1995, 2007